# Impatiens taishunensis
Impatiens taishunensis är en balsaminväxtart som beskrevs av Yi Ling Chen och Y.L. Xu. Impatiens taishunensis ingår i släktet balsaminer, och familjen balsaminväxter. Inga underarter finns listade i Catalogue of Life.